# Georges Viollon
Georges Viollon (Rioz, 24 août 1915 - 1978) est un photographe français.

## Biographie
Georges Viollon fait partie du courant de la photographie humaniste.

## Collections publiques et privées
- Bibliothèque nationale de France